# Charles Beitz
Pour les articles homonymes, voir Beitz.
Charles R. Beitz, né en 1949 est un philosophe américain, professeur de philosophie politique à l'Université de Princeton. Il s'intéresse à la  politique internationale, la théorie démocratique, la théorie des droits de l'homme et la loi. Il a également été éditeur du journal trimestriel Philosophy & Public Affairs. 

## Biographie
Beitz a obtenu son PhD à l'université de Princeton. En 1987-1988, il est chercheur pour le Programme de Sécurité Internationale à la "John F. Kennedy School of Government" de Harvard. Avant de rejoindre le département de politique de Princeton, Beitz enseigne aux Swarthmore College et Bowdoin College. Pendant l'année universitaire 2007-2008, Beitz est Professeur Visitant pour le programme de Justice Globale a l'université de Stanford.

## Critiques
Beitz a largement participé au débat américain suscité par Michael Walzer avec son livre Guerres justes et injustes. Il reproche à la théorie walzerienne un conservatisme sans fondement.

### Ouvrages
- Political Theory and International Relations; Princeton, Princeton University Press, 1979.
- The Idea of Human Rights. Oxford, Oxford University Press, 2009.

### Articles
- “Rawls’s Law of Peoples.” Ethics 110:4 (2000) : 669–696.
- “Human Rights as a Common Concern.” The American Political Science Review 95:2 (2001): 269–282.
- “What Human Rights Mean.” Daedalus, 132: 1 (2003), 36-46.
- “Human Rights and the Law of Peoples.” In The Ethics of Assistance, morality and the distant needy, ed. Deen K. Chatterjee. Cambridge: Cambridge University Press, 2004.